# St. Martin (Mississipi)
St. Martin és una concentració de població designada pel cens dels Estats Units a l'estat de Mississipi. Segons el cens del 2000 tenia 6.676 habitants.

## Demografia
Segons el cens del 2000, St. Martin tenia 6.676 habitants, 2.387 habitatges, i 1.833 famílies. La densitat de població era de 589,8 habitants per km².
Dels 2.387 habitatges en un 36,5% hi vivien nens de menys de 18 anys, en un 56,6% hi vivien parelles casades, en un 14,7% dones solteres, i en un 23,2% no eren unitats familiars. En el 18,6% dels habitatges hi vivien persones soles el 7,5% de les quals corresponia a persones de 65 anys o més que vivien soles. El nombre mitjà de persones vivint en cada habitatge era de 2,8 i el nombre mitjà de persones que vivien en cada família era de 3,17.
Per edats la població es repartia de la següent manera: un 27,3% tenia menys de 18 anys, un 8,7% entre 18 i 24, un 29,7% entre 25 i 44, un 23,8% de 45 a 60 i un 10,5% 65 anys o més.
L'edat mediana era de 36 anys. Per cada 100 dones de 18 o més anys hi havia 94,1 homes.
La renda mediana per habitatge era de 41.167 $ i la renda mediana per família de 46.559 $. Els homes tenien una renda mediana de 31.213 $ mentre que les dones 22.958 $. La renda per capita de la població era de 16.439 $. Entorn del 7,1% de les famílies i el 10,7% de la població estaven per davall del llindar de pobresa.

## Poblacions properes
El següent diagrama mostra les poblacions més properes.